# A Ceaușescu házaspár pere és kivégzése
Nicolae és Elena Ceaușescu pere és kivégzése az 1989-es romániai forradalom eseménye. Az újonnan alakult Nemzeti Megmentési Front Tanácsa kérésére létrehozott rendkívüli katonai bíróság 1989. december 25-én folytatta le a pert, amelynek kimenetelét előre meghatározták. Az eljárás eredményeképpen Nicolae Ceaușescu volt államelnököt, a Román Kommunista Párt főtitkárát, és feleségét, Elena  Ceaușescut bűnösnek nyilvánították és halálra ítélték. A legfőbb vád a népirtás volt. A román állami televízió bemondta, hogy Nicolae Ceaușescu hatvanezer ember haláláért volt felelős; a bejelentés azonban nem tért ki arra, hogy ez a szám a forradalom alatt Temesváron megöltekre vonatkozik-e vagy pedig a Ceaușescu-korszak egészére.
A vádak mindazonáltal nem befolyásolták a per végeredményét. Victor Stănculescu tábornok egy különlegesen kiképzett katonai egységet hozott magával, hogy majd ez legyen a kivégzőosztag. Még mielőtt a tárgyalás elkezdődött volna, Stănculescu már kiválasztotta a kivégzés helyszínét.
Nicolae Ceaușescu nem ismerte el a bíróság illetékességét, azzal érvelve, hogy nincs alkotmányos alapja, és azt állítva, hogy a forradalmi vezetőség egy szovjet összeesküvés része.

## Előzmények

### Letartóztatás
A román forradalom során, 1989. december 22-én Nicolae és Elena Ceaușescu elhagyta a Román Kommunista Párt központi bizottságának bukaresti székházát, és Emil Bobu, Manea Mănescu és két állambiztonságis kíséretében helikopterrel Snagov felé indultak. Itt Bobu és Mănescu kiszálltak, a többiek hamarosan tovább mentek Pitești felé. A helikopter pilótája azt állította, hogy veszélyben vannak, mert a radarállomás bemérte őket, és hamarosan lelövik a gépet, úgyhogy leszállt a Bukarest–Târgoviște úton Găești közelében. Megállítottak egy autót, amit egy bizonyos Nicolae Decă vezetett, aki elvitte őket Văcărești-re, majd tájékoztatta a helyi hatóságokat, hogy a Ceaușescu házaspár Târgoviște felé tart. Ceaușescuék elvettek egy másik kocsit, és arra utasították a sofőrt, Nicolae Petrișort, hogy vigye őket Târgoviștébe. Petrișor egy Târgoviștéhez közeli növényvédelmi központba vitte a házaspárt, ahol bezárták őket egy irodába, és tájékoztatták a helyi katonai központot. Később a katonaság letartóztatta és a târgoviștei vasútállomás melletti laktanyába szállította őket.

### A bíróság összeállítása

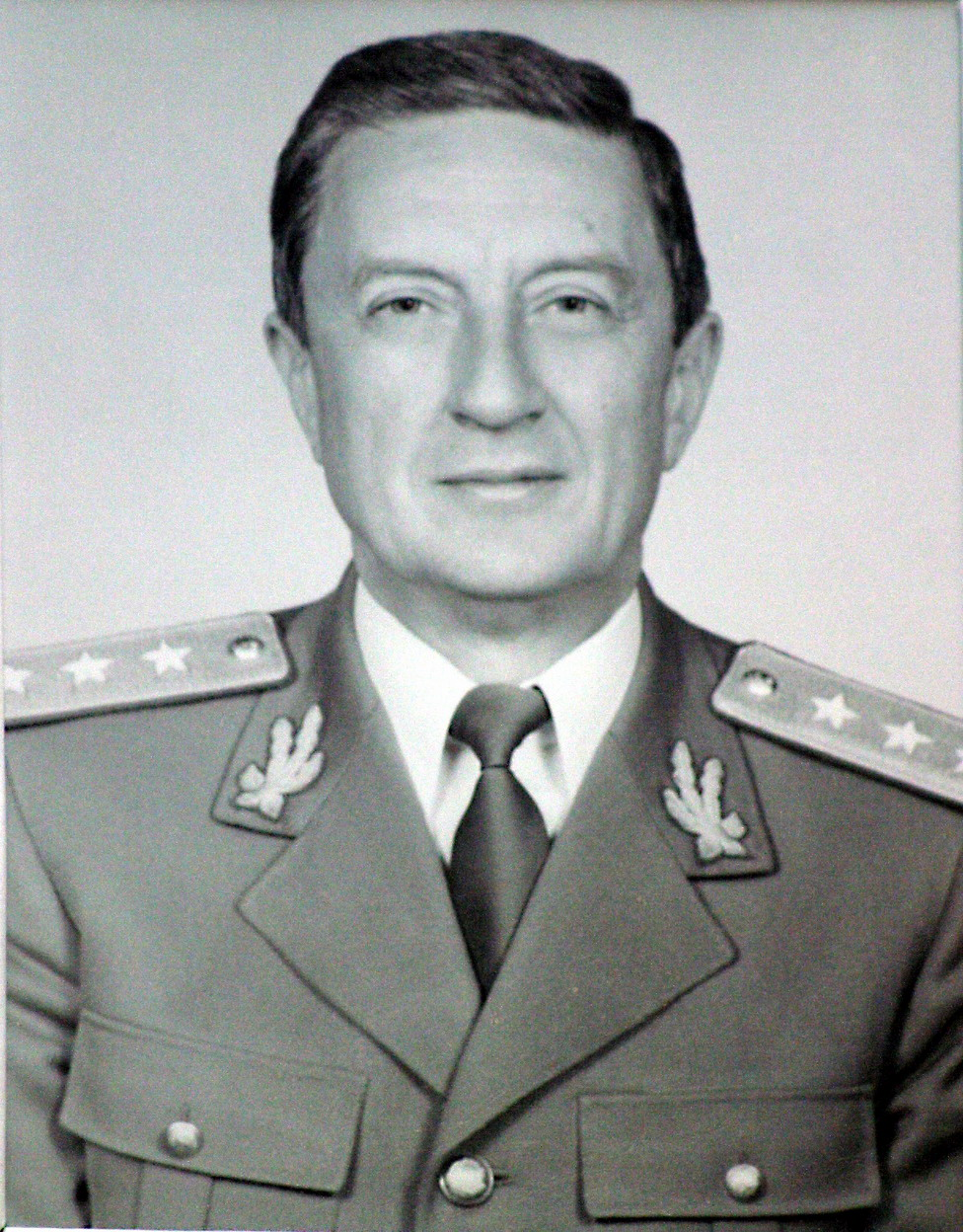
Victor Stănculescu

Amikor az új hatóságok Andrei Kemenici tábornoktól, a katonai egység parancsnokától értesültek a letartóztatásról, elkezdtek tárgyalni arról, hogy mi legyen Ceaușescuék sorsa. Victor Stănculescu, aki Ceaușescu utolsó védelmi minisztere volt, mielőtt átállt volna a forradalom oldalára, gyors kivégzést akart, Gelu Voican Voiculescu úgyszintén. Ion Iliescu, Románia ideiglenes elnöke azon a véleményen volt, hogy előbb egy tárgyalást kell tartani.
1989. december 24-én este Stănculescu „a módszer igénybevétele” titkos kódot küldte Kemenici-nek, ami Ceaușescuék kivégzését jelentette. Az ügy tárgyalására összeállítottak egy tíz fős bíróságot, amelynek tagjai katonai bírák voltak. A bíróság elnöke Gică Popa ezredes volt. (1990. március 1-jén holtan találták irodájában; halálát öngyilkosságként kezelték.)

## A per

### Vád
A vádat Dan Voinea őrnagy katonai ügyész képviselte.
A vádpontokról a Nemzeti Megmentési Front Tanácsa közleményt adott ki, amely a kivégzés utáni napon a Monitorul Oficial-ban jelent meg:
1. Népirtás – több mint 60 000 áldozat.
2. Az államhatalom aláásása fegyveres akciók szervezésével a nép és az államhatalom ellen.
3. Társadalmi javak megsemmisítésének bűncselekménye a városokban, épületek megsemmisítése, illetve megrongálása, robbantásokkal stb.
4. A nemzetgazdaság aláásása.
5. Az országból való elmenekülés kísérlete külföldi bankokban letétbe helyezett, több mint 1 milliárd dollárra rúgó pénzalapok segítségével.[16]

A vád nem készített elő ügyiratot a tárgyalás előkészítésére; a per ügyirata az 1/1990. számot viseli.

### Védelem
A kirendelt védők Constantin Lucescu és Nicolae Teodorescu voltak. Teodorescu első alkalommal a târgoviștei „tárgyalóteremben” találkozott ügyfeleivel, és tíz percet kapott, hogy tanácskozzon velük. A rövid felkészülési idő alatt próbálta nekik elmagyarázni, hogy a halálos ítélet elkerülésére csak az adhat reményt, ha beszámíthatatlanságra hivatkoznak. A Ceaușescu házaspár elutasította az ötletet, az ügyvéd szerint különösen Elena volt felháborodva.

### A per lefolytatása
December 25-én hajnali 5:30-kor a két vádlottat a helyőrség katonai parancsnokának irodájába kísérték, ez lett a rögtönzött tárgyalóterem. A tárgyalás nagyon rövid volt, 13:20-tól 14:40-ig tartott, az ítélet kihirdetése 14:45-kor történt. Ceaușescu azzal védekezett, hogy Románia 1965-ös alkotmánya értelmében a bíróság törvénytelen, és csak a Nagy Nemzetgyűlésnek van joga őt elmozdítani tisztségéből. Azt is állította, hogy az egész a szovjetek által szervezett államcsíny.
Alex Kozinski román származású amerikai bíró szerint a per során meg sem próbálták a bűnösséget vagy ártatlanságot elfogulatlanul bizonyítani, és hangsúlyos módon mellőzték a tisztességes eljárás alapfogalmait. Egy adott pillanatban a két kirendelt védő felhagyott ügyfeleik védelmével, és az ügyészhez csatlakozva szintén vádolta a házaspárt. Nem volt bizonyítási indítvány a Ceaușescuék állítólagos bűncselekményeit illetően. A tárgyalás során számos szabálytalanságra került sor:
- A zárt tárgyalást azonnal megtartották, előzetes nyomozás(wd) nélkül.[30]
- A gyanúsítottak nem választhatták meg ügyvédeiket.[30]
- Az ügyvédek nem védték ügyfeleiket, hanem a vád álláspontját képviselték.[21]
- A tárgyalást vezető bíró többször is átvette a vád szerepét.[21]
- A bíróság nem tett kísérletet az igazság felderítésére és bizonyítására.[30] A tárgyaláson nem szerepeltek tanúk és nem állt rendelkezésre bizonyítási dokumentáció.[21][31]
- A népirtás vádját nem bizonyították. (Egy következő perben azonban, amelyre 1990-ben került sor, Ceaușescu négy fő segítője, Tudor Postelnicu(wd) belügyminiszter, Ion Dincă(wd) miniszterelnök-helyettes, Emil Bobu(wd) és Manea Mănescu elismerte a népirtásban való bűnrészességet).[3][32]
- A vádban megjelölt külföldi bankszámlákat nem találták meg.[29]

A kirakatperben, amely emlékeztetett a kommunista bíróságok által korábban lefolytatott eljárásokra, Nicolae és Elena Ceaușescut minden vádpontban bűnösnek találták, halálra és teljes vagyonelkobzásra ítélték. A bíróság ítélete szerint fellebbezésre volt lehetőség, azonban a Ceaușescu házaspárt pár perccel az ítélethirdetés után kivégezték, tárgytalanná téve ezt a rendelkezést. A gyors eljárás miatt nem volt lehetőség kegyelmi kérvény benyújtására sem.

## Az ítélet végrehajtása

### Kivégzés
A Ceaușescu házaspárt 1989. december 25-én helyi idő szerint 14:50-kor végezték ki a târgoviștei 01417-es számú katonai egység területén. A kivégzőosztag nyolc ejtőernyősből állt, akiket két helikopter szállított át a boteni-i katonai bázisról: Ionel Boeru százados, Georghin Octavian és Dorin-Marian Cîrlan törzsőrmesterek és öt másik altiszt, akiket húsz önkéntes közül választottak ki. A kivégzés előtt Nicolae Ceaușescu azt mondta: „Lelőhettek volna enélkül a komédia nélkül!” A kivégzés előtt négy katona 
hátrakötözte kezüket.
Amint a házaspárt az épület falához állították, rögtön elhangzott a tűzparancs, és a kivégzőosztag tagjai végrehajtották az ítéletet. Fănică Voinea Ene őrnagy szerint a kivégzés helye jól látható a környező épületekről, és mintegy nyolcszáz ember látta a történteket. A kivégzés túl gyorsan történt, így az operatőr csak az utolsó sorozat lövést tudta filmre venni. 2014-ben az akkor már nyugalmazott Boeru százados a The Guardian riporterének azt mondta, hogy szerinte az ő golyói ölték meg a házaspár mindkét tagját, mivel a kivégzőosztag tagjai közül ő volt az egyedüli, akinek eszébe jutott gépkarabélyát automatikus tüzelésre állítani. 1990-ben a Nemzeti Megmentési Front egyik tagja azt nyilatkozta, hogy a testekben 120 golyót találtak.
Egyes bizonyítatlan feltételezések szerint a felvételen azért nem látszik a kivégzés, és Ceaușescu holtteste azért nem vérzett, mert már előzőleg meghalt, amikor kínzással próbálták rábírni az állítólagos svájci bankszámlák felfedésére.
A tárgyalást és a halott Ceaușescu házaspárt mutató felvételeket a kivégzés után két nappal több nyugati országban és a román televízióban is közzétették.
Petre Roman miniszterelnök szerint azért siettek annyira a kivégzéssel, mert olyan hírek terjedtek, hogy a Ceaușescuhoz hű erők megpróbálják megmenteni a házaspárt.

### Temetés
A kivégzés után a holttesteket sátorponyvába csomagolták, és helikopterrel Bukarestbe szállították. A helikopter a Ghencea Stadionban szállt le, ahonnan a holttesteket másnap, december 26-án reggel a központi katonai kórházba vitték. Gelu Voican Voiculescu visszaemlékezése szerint az új kormány megalakulása miatt pár napig mindenki megfeledkezett a holttestekről, így a temetésre csak december 30-án került sor a Ghencea temetőben. A sírok titokban tartása érdekében a fejfákra hamis neveket írtak. A temetést lefilmezték, de a felvételeket nem tették közzé.
Utóbb a sírokra felkerült Nicolae és Elena Ceaușescu neve, de semmilyen irat nem támasztotta alá, hogy tényleg ők nyugszanak ott. 2010-ben a holttesteket Valentin Ceaușescu kérésére kihantolták, és DNS-vizsgálatnak vetették alá. A DNS-vizsgálat és a ruhák alapján nagy valószínűséggel azonosították Nicolae Ceausescut. Az újratemetés ugyanabban a temetőben történt.
A Ceaușescu-korszak iránt nosztalgiát érzők virágokat visznek a sírokra december 25-én, a kivégzés évfordulóján és január 26-án, Nicolae Ceaușescu születésnapján.

## Vélemények
A puccs vezetői szerint Ceaușescuék kivégzése szükséges volt, hogy megállítsák a terrorista támadásokat az új rendszer ellen, azonban nem találtak Romániában aktív terroristákat vagy terroristasejteket.
Ion Mihai Pacepa, a Securitate volt vezetője, aki 1978-ban az Amerikai Egyesült Államokba disszidált, egy interjúban azt állította, hogy a Ceauşescu-házaspárt – több más 1989 végén kivégzett személyhez hasonlóan – azért kellett elhallgattatni, mert kompromittálhatta volna az újonnan hatalomra kerülőket. Király Károly (1968–1972 között a Kovászna megyei pártbizottság első titkára és a Román Kommunista Párt Politikai Végrehajtó Bizottságának póttagja) 2013-ban megjelent önéletrajzi könyve szerint azért kellett Ceauşescut „rögtönzött ítélettel kivégezni, nehogy koronatanúja legyen sok magas rangú párt- és állami tisztségviselő bűn tetteinek (sic!).”

## Feldolgozások
Számos alkotás foglalkozik az 1989-es román forradalommal, amelyekben megjelenik a házaspár kivégzése vagy éppen ez a fő motívuma. Harun Farocki és Andrei Ujică Egy forradalom képei című dokumentumfilm (1992) amatőr és hivatalos felvételekből összeállított gyűjtemény, amelyben a kivégzésről közzétett képsor mellett a nézők reakciója is látható. Milo Rau Die letzten Tage der Ceausescus [Ceaușescuék utolsó napjai] (2011) és Radu Gabrea Trei zile până la Crăciun [Három nap karácsonyig] (2011)  című filmjeinek témája a katonai bíróság tárgyalása. Míg előbbiben megjelenik „a törvényes ítélet és a gyilkosság közti szakadék,” utóbbi „a diktátor házaspár nézőpontját” is bevonja az ábrázolásba. Szőcs Petra A kivégzés (2014) című kisjátékfilmjében három kisiskolás gyermek eljátssza a kivégzést, vélhetően a televízióban látottak alapján.

## Perújrafelvétel
A 2006-ban elhunyt Zoia Ceaușescu férje, Mircea Oprean és a Ceaușescu házaspár egyik unokája kérték a per újrafelvételét, valamint az eredeti ítélet megsemmisítését. Ügyvédjük szerint a házaspár elítélése és kivégzése nem felelt meg a korabeli törvényeknek: a vádlottak nem kapták kézhez az ítélet indoklását, nem volt lehetőségük fellebbezni és amnesztiát kérni, a bíróság felállítása törvényellenesen történt, továbbá egy 1988-as rendelet húsz év börtönre mérsékelte a halálbüntetéseket. Az ügy 2024. szeptemberben került a bukaresti Katonai Fellebbviteli Bíróság elé, amely a bukaresti Fellebbviteli Bíróság hatáskörébe utalta át.
Alexandru Groza történész, a Kommunizmus Borzalmainak Múzeuma (Muzeul Ororilor Comunismului) igazgatója szerint a perújrafelvétel valódi tétje a Ceaușescu házaspár vagyonának visszaszerzése; ezt részben Mircea Oprean is elismerte.

## Fordítás
Ez a szócikk részben vagy egészben  a   Trial and execution of Nicolae and Elena Ceaușescu című angol Wikipédia-szócikk ezen változatának fordításán alapul.  Az eredeti cikk szerkesztőit annak laptörténete sorolja fel. Ez a jelzés csupán a megfogalmazás eredetét és a szerzői jogokat jelzi, nem szolgál a cikkben szereplő információk forrásmegjelöléseként.